# Терд Лејк (Илиноис)
Терд Лејк (енгл. Third Lake) је насељено место у америчкој савезној држави Илиноис. Терд Лејк је и седиште Епархије новограчаничко-средњозападноамеричке Српске православне цркве и у њему се налази Манастир Нова Грачаница.

## Демографија
По попису из 2010. године број становника је 1.182, што је 173 (-12,8%) становника мање него 2000. године.
| Група             | 2000.         | 2010.         |
| Белци             | 1.267 (93,5%) | 1.077 (91,1%) |
| Афроамериканци    | 7 (0,5%)      | 4 (0,3%)      |
| Азијати           | 26 (1,9%)     | 16 (1,4%)     |
| Хиспаноамериканци | 45 (3,3%)     | 69 (5,8%)     |
| Укупно            | 1.355         | 1.182         |